# (467271) 2016 EA187
(467271) 2016 EA187 es un asteroide perteneciente al cinturón de asteroides, descubierto el 19 de noviembre de 2003 por el equipo Spacewatch desde el Observatorio Nacional de Kitt Peak (Arizona, Estados Unidos).